# Ectemnius cephalotes
Ectemnius cephalotes is een geel-zwart gestreepte wesp die behoort tot de familie van de langsteelgraafwespen (Sphecidae).
Het is een solitaire wesp die gekenmerkt wordt door hun grote kop met enorme kaken. Die grote kaken worden door de vrouwtjes gebruikt om gangen in oud hout te knagen. Hierbij kan het gebeuren dat meerdere vrouwtjes een gemeenschappelijke ingang gebruiken. Deze gangen gebruiken ze als nestholten die ze bevoorraden met allerlei prooien zoals zweefvliegen, bromvliegen, echte vliegen en dazen. 
Vanwege hun grote kop wordt deze graafwespsoort in het Engels ook wel square-headed wasp genoemd.